# Kunčina

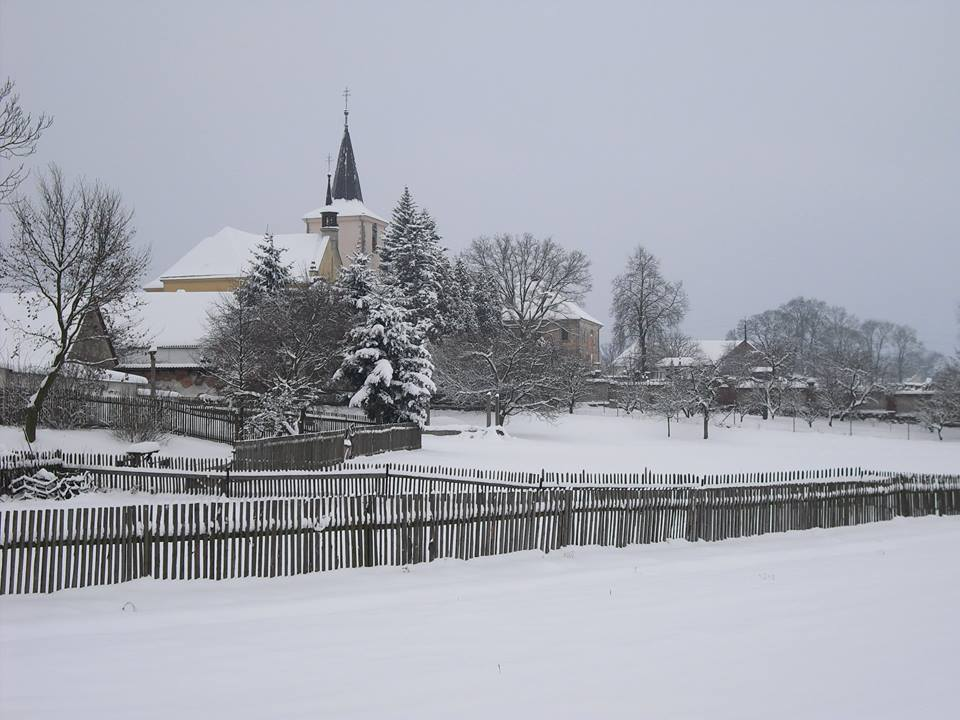
Pohled na panorama obce s kostelem sv. Jiří

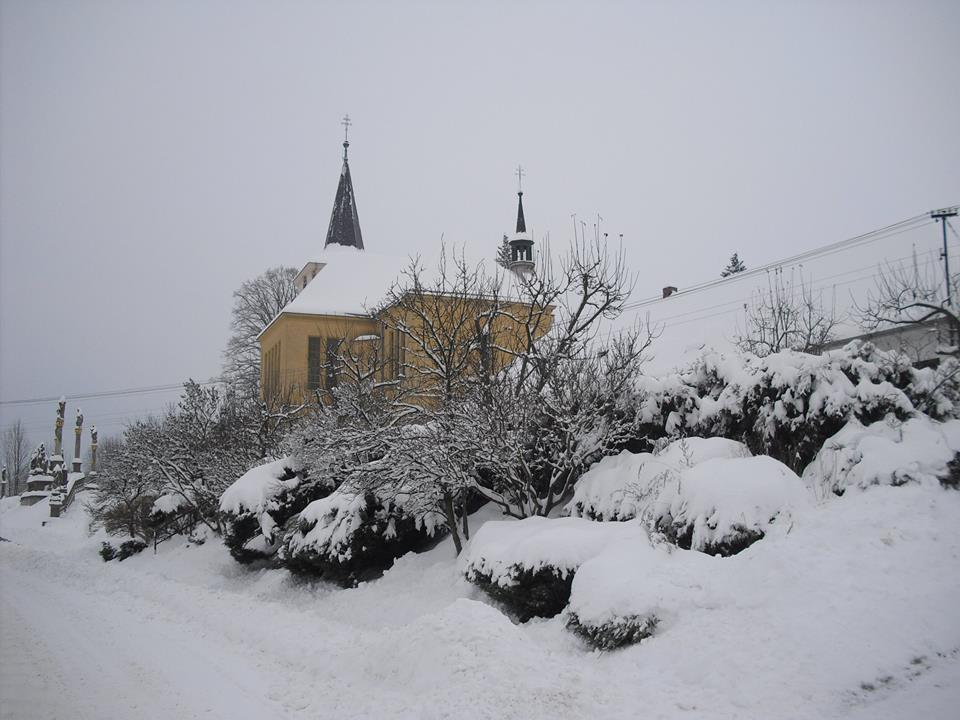
Pohled na kostel sv. Jiří

Obec Kunčina (německy Kunzendorf) se nachází v okrese Svitavy, v kraji Pardubickém, cca 4 km severozápadně od Moravské Třebové. Žije zde přibližně 1 400 obyvatel.

## Historie
Název obce pochází z jména Kunka (německy Kunz). Význam jména obce Kunkova ves. Kunka je jiná podoba osobního jména Konrád. Konrád mohl být pravděpodobný lokátor vsi.
Ve 14 až 16. století se v písemných pramenech vyskytují dvě vsi pod stejným jménem, které mají jiný přídomek. Uváděny jsou Malá a Velká Kunčina, Stará a Nová Kunčina, Horní a Dolní Kunčina. Z Horní Kunčiny se stala Nová Ves.
První písemná zmínka o obci pochází z roku 1270. Tehdy se zmiňuje rychtář Herold. Ves byla založena středověkou kolonizací. Vznik vsi se předpokládá v době kolem poloviny 13. století, kdy osídlovací činnost řídil Boreš z Rýzmburka.
Starší předkolonizační osídlení dokládají archeologické nálezy v blízkosti skalky v jihovýchodní části obce z roku 1964. Pravděpodobně zde mohla stát slovanská osada. Při Archeologickém výzkumu bylo nalezeno několik keramických zlomků a odkryt objekt, který byl označen jako zahloubená chata (polozemnice). Další nálezy keramických zlomků objevených v blízkosti skalky jsou datovány do období od první poloviny 13. století do 14. století.
Jihovýchodně od vsi se nacházel svobodný dvůr, který ve 14. století patřil pánům z Boskovic. Mezi léty 1486 - 1492 vlastnil dvůr Jan Šedík z Kunčiny, jenž byl jako purkrabí ve službách Ladislava z Boskovic.

## Pamětihodnosti
- Kostel svatého Jiří
- Terasa se sochami před kostelem
- Sousoší Kalvarie
- Socha svatého Floriána
- Socha svatého Rocha
- Venkovská usedlost čp. 148. V noci na 2.2.2017 bohužel dosud udržovaná a obývaná památka (datovaná do roku 1784) podlehla rozsáhlému požáru.[10]
- Venkovská usedlost čp. 152

## Služby
V obci se nachází pošta, obchod, mateřská a základní škola.

## Doprava
Obcí prochází silnice III/36823. Nachází se zde také vlaková zastávka a 6 autobusových zastávek.

## Kultura
Tradiční akce
- Maškarní ples – únor
- Pouťová zábava – na sv. Jiří (24. dubna)
- Pálení čarodějnic – 30. dubna
- Dětský den – sportovní odpoledne
- Den matek – květen
- Kunčinské tango – malá kopaná
- Memoriál Romana Brychty – červenec
- Turnaj starých pánů – červenec
- Vinobraní – září
- Myslivecký večer – zábava – listopad
- Mikulášská besídka – ZŠ + MŠ

V roce 2016 obnovil Sbor dobrovolných hasičů Kunčina tradici stavění májky.
V obci se nachází kulturní dům, Klub důchodců, knihovna.
Místní knihovna v Kunčině
Veřejná knihovna zřizovaná obcí Kunčina. Náleží do obvodu Městské knihovny Ladislava z Boskovic v Moravské Třebové. Od roku 2013 sídlí v objektu čp. 142 (Klub důchodců). Umožňuje bezbariérový přístup. Knižní fond má okolo 2700 knih. Automatizovaná knihovna regionu Moravská Třebová. Používá knihovní systém Koha. Veřejnosti slouží pc s přístupem na internet.

## Části obce
- Kunčina
- Nová Ves

## Osobnosti
- Franz Josef Zoffl (1853–1932), majitel svobodného dvora, zemský poslanec za všeněmce
- Dr. Moriz Grolig (1844–1918), středoškolský pedagog, historik[17]